# Bourg-Madame
Bourg-Madame là một xã trong vùng Occitanie, thuộc tỉnh Pyrénées-Orientales, quận Prades, tổng Saillagouse. Tọa độ địa lý của xã là 42° 26' vĩ độ bắc, 01° 56' kinh độ đông. Bourg-Madame nằm trên độ cao trung bình là 1150 mét trên mực nước biển, có điểm thấp nhất là 1130 mét và điểm cao nhất là 1235 mét. Xã có diện tích 7,85 km², dân số vào thời điểm 1999 là 1166 người; mật độ dân số là 148 người/km².

## Thông tin nhân khẩu
| 1962 | 1968 | 1975  | 1982  | 1990  | 1999  |
| ---- | ---- | ----- | ----- | ----- | ----- |
| 766  | 821  | 1 120 | 1 257 | 1 238 | 1 166 |

## Địa điểm tham quan
- L'église d'Hix - Nhà thờ đã được nhắc đến trong thế kỉ thứ 9.
- L'église de Caldégas - Nhà thờ được xây khoảng năm 1000.